# Villiers-en-Désœuvre
Villiers-en-Désœuvre település Franciaországban, Eure megyében. Lakosainak száma 859 fő (2022. január 1.). Villiers-en-Désœuvre Bréval, Cravent, Lommoye és Saint-Illiers-le-Bois községekkel határos.

## Népesség
A település népessége az elmúlt években az alábbi módon változott:
| Lakosok száma | 461  | 552  | 687  | 904  | 873  | 905  | 937  | 932  | 908  | 859  |
|               | 1968 | 1982 | 1990 | 2006 | 2013 | 2015 | 2017 | 2019 | 2020 | 2022 |